# Minneapolis-Saint Paul
Minneapolis-Saint Paul est une région métropolitaine située dans l’État américain du Minnesota autour des villes de Minneapolis et Saint Paul. La région est parfois simplement appelée « Twin Cities » (« les villes jumelles »). Elle a fait l'objet d'une coopération précoce entre municipalités sous la forme d'une métropole au sens politique du terme. 

## Définition

Carte de la région métropolitaine : en rouge le territoire du conseil métropolitain (7) ; en vert les autres comtés de la région statistique (8).

Selon le Bureau du recensement des États-Unis, la région métropolitaine s'étend en 2013 sur 16 comtés du Minnesota et du Wisconsin : Anoka, Carver, Chisago, Dakota, Hennepin, Isanti, Le Sueur, Mille Lacs, Pierce (Wisconsin), Ramsey, St. Croix (Wisconsin), Scott, Sherburne, Sibley, Washington et Wright. Avant 2013, elle n'incluait pas les comtés de Le Sueur, Mille Lacs et Sibley.
La population de la région métropolitaine est estimée à 3 450 146 habitants en 2013 pour une superficie de 8 120 milles carrés (21 031 km2).
Parmi les comtés de la région métropolitaine telle que définie par le Bureau du recensement, sept se trouvent sous l'autorité du conseil métropolitain (en anglais : Metropolitan Council) : Anoka, Carver, Dakota, Hennepin, Ramsey, Scott et Washington. Ces comtés regroupent 85 % de la population de la métropole.

## Localités de la métropole

### Villes
- Afton
- Andover
- Anoka
- Apple Valley
- Arden Hills
- Bayport
- Belle Plaine
- Bethel
- Birchwood Village
- Blaine
- Bloomington
- Brooklyn Center
- Brooklyn Park
- Burnsville
- Carver
- Centerville
- Champlin
- Chanhassen
- Chaska
- Circle Pines
- Coates
- Cologne
- Heights-Britannique
- Columbus
- Coon Rapids
- Corcoran
- Cottage Grove
- Crystal
- Dayton
- Deephaven
- Dellwood
- Eagan
- Eden Prairie
- Edina
- Elko New Market
- Excelsior
- Heights Falcon
- Farmington
- Lake Forest
- Fridley
- Lac Gem
- Vallée de l'Or
- Grant
- Greenfield
- Greenwood
- Ham Lake
- Hamburg
- Hampton
- Hanovre
- Hastings
- Hilltop
- Hopkins
- Hugo
- Indépendance
- Inver Grove Heights
- Jordan
- Lake Elmo
- Lac de Sainte Croix de la mer
- Lakeland
- Lakeland Shores
- Lakeville
- Landfall
- Lauderdale
- Lexington
- Lilydale
- Lino Lakes
- Little Canada
- Long Lake
- Loretto
- Mahtomedi
- Maple Grove
- Maple Plain
- Maplewood
- Mayer
- Le lac Medicine
- Médine
- Mendota
- Mendota Heights
- Miesville
- Minneapolis
- Minnetonka
- Minnetonka Beach
- Minnetrista
- Mound
- Mounds
- New Brighton
- Nouveau Allemagne
- New Hope
- New Prague
- Nouveau Trèves
- Newport
- Oaks du Nord
- North St. Paul
- Northfield
- Norwood Young America
- Nowthen
- Oak Grove
- Heights Oak Park
- Oakdale
- Orono
- Osseo
- Pine Springs
- Plymouth
- Prior Lake
- Ramsey
- Randolph
- Richfield
- Robbinsdale
- Rockford
- Rogers
- Rosemount
- Roseville
- Savage
- Scandia
- Shakopee
- Shoreview
- Shorewood
- South St. Paul
- Park Spring Lake
- Spring Park
- Saint-Anthony
- Saint-Boniface
- Saint-Francis
- St. Louis Park
- Saint-Marys Point
- Saint Paul
- Saint Paul Park
- Stillwater
- Sunfish Lake
- Tonka Bay
- Vadnais Heights
- Vermillion
- Victoria
- Waconia
- Watertown
- Wayzata
- West St. Paul
- White Bear Lake
- Willernie
- Woodbury
- Woodland

### Communautés non incorporées
- Assomption
- Augusta
- Bongard
- Castle Rock
- Fort Snelling
- Linwood
- Marystown
- San Francisco
- Union Hill

### Villes fantômes
- Constance
- Garen
- Nininger
- Douglas Point